# 神經元黏附分子
神經元吸附分子 (Neural Cell Adhesion Molecule, NCAM, 又稱為表面抗原分化簇-56 CD56) 是一種同類親和性的吸附蛋白，換言之同樣在細胞膜上表現這種醣蛋白的細胞傾向於相互黏附。這類細胞包括神經元、神經膠質細胞、骨骼肌細胞與自然殺手細胞。現有證據顯示 NCAM 在細胞間的吸附、神經元突觸形成(包含樹突與軸突)、神經突觸可塑性(synaptic plasticity)、於是亦同大腦學習與記憶形成功能相關。

## 型態、結構域(domains)與同類親合性(homophilic)
NCAM 屬於免疫球蛋白超家族 (Immunoglobulin superfamily, IgSF)中的一類醣蛋白。在轉譯過程中NCAM的編碼mRNA透過可變剪接(alternatve splicing)的機制，被裁切成(從中切除並依序黏起，一般並不調換順序或重組，故類似電影剪接膠捲之過程)至少27種同位形(isoforms)，提供NCAM分子豐富之多型性。
三種主要的NCAM同位形，它們之間差別僅在於處於細胞質一端的結構域不同(cytoplasmic domain)：
- NCAM-120kDa（无胞内結構域，由醣磷脂醯肌醇 (Glycophosphatidylinositol，GPI)錨定在细胞外表面)
- NCAM-140kDa（胞内結構域较短）
- NCAM-180kDa（胞内結構域较长）

NCAM位於細胞外的部分包含五個類免疫球蛋白結構域(Ig domains)，以及兩個III型纖維黏接蛋白(fibronectin-III, FNIII)結構域。Ig-like domains 與同類親和性有關，FNIII domains 則和神經突觸的生長與外延有關。
NCAM分子的同類親合特性有兩種結合方式，分別是相對(trans)與相鄰(cis)，目前對於NCAM的分子機構是怎樣使兩種組態都能具有親和性(同時又具有專一性)只有初步的結論，已被提出的一個模型說明當兩者以trans位互相結合時，五個Ig domains以反向平行的方式(54321對12345)結合，或者只使用前端的IgI, IgII 互相結合(如小指頭打勾狀)；當以cis位結合時只牽涉到IgI對III，或IgI對II的結合，但多對NCAM分子之間卻可以形成多聚複合體藉以穩定結合。兩種結合方式的NCAM分子都可以發出促進之信號，以利前述之神經元突觸生長。

## 次要外顯子
給予NCAM另一層次複雜性的，是所謂的次要外顯子，在前述的RNA剪接過程中會被加入，因而出現在最後表現的蛋白中以改變其特性：
- VASE (VAriable domain Spliced Exon 可變結構域切割外顯子) 被認為與抑制前述神經元突觸誘生作用有關。
- MSD (Muscle Specific Domain 骨骼肌特異結構域) 被認為與骨骼肌原母細胞之融合有關 [4]

MSD外顯子之產物，在骨骼肌處出現在全部三種(前述的)同位形當中，於是使這些蛋白亞型的分子量高於不表現MSD者，於是對應到
的是 NCAM-125, NCAM-145, 和 NCAM-185同位形。但最常見的是 NCAM-125。

## 轉譯後修飾
主要是在IgV Domains上加上多聚唾液酸（polysialic acid，PSA），這種修飾被認為會削除NCAM的同類親合活性，於是可能在細胞的遷移(migration)與侵入(invasion)扮演重要角色。
多聚唾液酸修飾已證明對學習與記憶的形成有至關重大的影響－－使用內神經氨酸苷酶（endoneuraminidase，EndoN）移除海馬迴處神經元NCAM分子上的修飾後，長期增益性作用(Long-term potentiation, LTP)與長期抑勢作用(Long-term depression, LTD)的形成都受到顯著損害。

## 功能
NCAM 引發突觸生長被認為是藉由成纤维细胞生长因子受体（FGFR）並觸發 p59Fyn訊息路徑。

## 病理
在解剖病理學領域，病理學家使用CD56(NCAM)作為特定腫瘤型態之標記。經免疫組織染色(immunohistochemistry)後顯現者包含：
- 正常細胞 - 自然殺傷細胞(NK cells), 活躍狀態之T淋巴球, 腦部組織與小腦, 神經內分泌 組織。
- 腫瘤細胞 - 橫紋肌肉瘤(rhabdomyosarkoma)、多發性骨髓瘤, 骨髓性白血病細胞, 神經內分泌瘤, 威爾姆氏腫瘤 (肾母细胞瘤，Wilms' tumor), 成人 神經母細胞瘤, NK/T 細胞 淋巴癌, 胰腺泡(acinar)細胞癌, 腎上腺嗜鉻細胞瘤, 副神經節瘤(paraganglioma), 小細胞肺癌, 以及Ewing氏肉瘤腫瘤家族。

## Anti-NCAM 療法
NCAM 曾被用於實驗性的癌症免疫治療的標靶分子，並使用放射性免疫結合物 123J-UJ13a or 131J-UJ13a 成功的在兒童身上定位了轉移的神經母細胞癌(neuroblastoma)。
在兩項臨床試驗中，罹患小細胞肺癌之患者被給予抗-NCAM之免疫毒性蛋白huN901-DM1，而得到接受範圍以內的毒性與可觀察到的臨床反應。